# Коджа Муса-паша
Коджа Муса-паша (*д/н — 22 січня 1647) — державний та військовий діяч Османської імперії, візир, капудан-паша.

## Життєпис
Походив з босняків. Навчався в палацовій школі Ендерун-сарай. 1630 року його призначено бейлербеєм Єгипетського еялету. З самого початку виявив жорстокість до порушників закону та надмірно посилившись санджакбеїв і беїв мамлюків. Спочатку позвільняв пе6рших, призначивши на посади своїх друзів та слуг. Втім загальне обурення змусило мусу-пашу скасувати свої накази. В конфлікті з санджакбеями він звинуватив агу яничарів, якого наказав стратити. Згодом займався здирництвом у заможних єгиптян.
У березні 1631 року дістав наказ відправити війська на допомогу султанському війську у війні з Персією. Це бейлербея доручив мамлюку Кайтас-бею. З останнім Коджа Муса-паша мав давній конфлікт, оскільки Кайтас очолював мамлюків, які не бажали відновлення впливу пашів. Тому він скористався неквапливою підготовкою походу, скасувавши його, звинувативши Кайтас-бея у зраді. Невдовзі того вбили. Але це збурило мамлюків на чолі з Касим-беєм. На його бік перейшли санджакбеї. В результаті Коджа Мусу-пашу повалили й змусили залишити Єгипет. Каймакамом (заступником паші) було обрано Гасан-бея. У вересні 1631 року прибув Халіл-паша, що змінив Коджа мусу-пашу.
Згодом у 1631—1634, 1637—1638, 1640—1644 роках очолював Будинський еялет, багато зробивши для поширення ісламу та зміцнення османської влади. 1634 року призначається третім візиром, а 1635 року — другим візиром дивану. 1635 і 1638 року обіймав посаду каймакама великого візира в Стамбулі. 1644 року призначено бейлербеєм Сілістрійського еялету.
1645 року стає капудан пашею. Очолив флот у війні з Венецією. Спочатку брав участь в облозі Кандії. Захопив місто Ретимно на Криті. 1646 року перевіз війська сердара Султанзаде Мехмед-паши на Крит. У 1647 році у морській битві біля о. Евбея зазнав поразки від венеційського флоту і загинув.